# Хассберга-1 тема
Те́ма Хассберга-1 — тема в шаховій композиції. Суть теми — вступним ходом білі зв'язують свою тематичну фігуру і розв'язують тематичну чорну. В захисті чорні зв'язують свою тематичну фігуру і водночас розв'язують тематичну білу.

## Історія
Цю ідею запропонував в 30-х роках ХХ століття американський шаховий композитор Ерік Манфред Хассберг (14.05.1918 — 08.01.1987).
Для створення загрози білі, роблячи вступний хід, зв'язують свою тематичну фігуру і при цьому розв'язують чорну. Чорні, захищаючись від загрози, розв'язують білу тематичну фігуру і зв'язують свою фігуру, яку білі вступним ходом розв'язали. Білі використовують підсилення позиції на свою користь й оголошують мат.
Оскільки є ще одна тема цього проблеміста, ця ідея дістала назву — тема Хассберга-1. Тема має анти-форму — тема анти-Хассберга.
|   | a | b | c | d | e | f | g | h |   |
| 8 | h8 білий король · g7 біла тура · a6 білий слон · f6 білий ферзь · h6 білий слон · a5 чорний кінь · c5 чорний пішак · e5 чорний слон · f5 чорний слон · d4 чорний король · f4 білий кінь · g4 біла тура · c3 чорний пішак · f3 білий пішак · h2 чорний кінь · e1 білий кінь | h8 білий король · g7 біла тура · a6 білий слон · f6 білий ферзь · h6 білий слон · a5 чорний кінь · c5 чорний пішак · e5 чорний слон · f5 чорний слон · d4 чорний король · f4 білий кінь · g4 біла тура · c3 чорний пішак · f3 білий пішак · h2 чорний кінь · e1 білий кінь | h8 білий король · g7 біла тура · a6 білий слон · f6 білий ферзь · h6 білий слон · a5 чорний кінь · c5 чорний пішак · e5 чорний слон · f5 чорний слон · d4 чорний король · f4 білий кінь · g4 біла тура · c3 чорний пішак · f3 білий пішак · h2 чорний кінь · e1 білий кінь | h8 білий король · g7 біла тура · a6 білий слон · f6 білий ферзь · h6 білий слон · a5 чорний кінь · c5 чорний пішак · e5 чорний слон · f5 чорний слон · d4 чорний король · f4 білий кінь · g4 біла тура · c3 чорний пішак · f3 білий пішак · h2 чорний кінь · e1 білий кінь | h8 білий король · g7 біла тура · a6 білий слон · f6 білий ферзь · h6 білий слон · a5 чорний кінь · c5 чорний пішак · e5 чорний слон · f5 чорний слон · d4 чорний король · f4 білий кінь · g4 біла тура · c3 чорний пішак · f3 білий пішак · h2 чорний кінь · e1 білий кінь | h8 білий король · g7 біла тура · a6 білий слон · f6 білий ферзь · h6 білий слон · a5 чорний кінь · c5 чорний пішак · e5 чорний слон · f5 чорний слон · d4 чорний король · f4 білий кінь · g4 біла тура · c3 чорний пішак · f3 білий пішак · h2 чорний кінь · e1 білий кінь | h8 білий король · g7 біла тура · a6 білий слон · f6 білий ферзь · h6 білий слон · a5 чорний кінь · c5 чорний пішак · e5 чорний слон · f5 чорний слон · d4 чорний король · f4 білий кінь · g4 біла тура · c3 чорний пішак · f3 білий пішак · h2 чорний кінь · e1 білий кінь | h8 білий король · g7 біла тура · a6 білий слон · f6 білий ферзь · h6 білий слон · a5 чорний кінь · c5 чорний пішак · e5 чорний слон · f5 чорний слон · d4 чорний король · f4 білий кінь · g4 біла тура · c3 чорний пішак · f3 білий пішак · h2 чорний кінь · e1 білий кінь | 8 |
| 7 | h8 білий король · g7 біла тура · a6 білий слон · f6 білий ферзь · h6 білий слон · a5 чорний кінь · c5 чорний пішак · e5 чорний слон · f5 чорний слон · d4 чорний король · f4 білий кінь · g4 біла тура · c3 чорний пішак · f3 білий пішак · h2 чорний кінь · e1 білий кінь | h8 білий король · g7 біла тура · a6 білий слон · f6 білий ферзь · h6 білий слон · a5 чорний кінь · c5 чорний пішак · e5 чорний слон · f5 чорний слон · d4 чорний король · f4 білий кінь · g4 біла тура · c3 чорний пішак · f3 білий пішак · h2 чорний кінь · e1 білий кінь | h8 білий король · g7 біла тура · a6 білий слон · f6 білий ферзь · h6 білий слон · a5 чорний кінь · c5 чорний пішак · e5 чорний слон · f5 чорний слон · d4 чорний король · f4 білий кінь · g4 біла тура · c3 чорний пішак · f3 білий пішак · h2 чорний кінь · e1 білий кінь | h8 білий король · g7 біла тура · a6 білий слон · f6 білий ферзь · h6 білий слон · a5 чорний кінь · c5 чорний пішак · e5 чорний слон · f5 чорний слон · d4 чорний король · f4 білий кінь · g4 біла тура · c3 чорний пішак · f3 білий пішак · h2 чорний кінь · e1 білий кінь | h8 білий король · g7 біла тура · a6 білий слон · f6 білий ферзь · h6 білий слон · a5 чорний кінь · c5 чорний пішак · e5 чорний слон · f5 чорний слон · d4 чорний король · f4 білий кінь · g4 біла тура · c3 чорний пішак · f3 білий пішак · h2 чорний кінь · e1 білий кінь | h8 білий король · g7 біла тура · a6 білий слон · f6 білий ферзь · h6 білий слон · a5 чорний кінь · c5 чорний пішак · e5 чорний слон · f5 чорний слон · d4 чорний король · f4 білий кінь · g4 біла тура · c3 чорний пішак · f3 білий пішак · h2 чорний кінь · e1 білий кінь | h8 білий король · g7 біла тура · a6 білий слон · f6 білий ферзь · h6 білий слон · a5 чорний кінь · c5 чорний пішак · e5 чорний слон · f5 чорний слон · d4 чорний король · f4 білий кінь · g4 біла тура · c3 чорний пішак · f3 білий пішак · h2 чорний кінь · e1 білий кінь | h8 білий король · g7 біла тура · a6 білий слон · f6 білий ферзь · h6 білий слон · a5 чорний кінь · c5 чорний пішак · e5 чорний слон · f5 чорний слон · d4 чорний король · f4 білий кінь · g4 біла тура · c3 чорний пішак · f3 білий пішак · h2 чорний кінь · e1 білий кінь | 7 |
| 6 | h8 білий король · g7 біла тура · a6 білий слон · f6 білий ферзь · h6 білий слон · a5 чорний кінь · c5 чорний пішак · e5 чорний слон · f5 чорний слон · d4 чорний король · f4 білий кінь · g4 біла тура · c3 чорний пішак · f3 білий пішак · h2 чорний кінь · e1 білий кінь | h8 білий король · g7 біла тура · a6 білий слон · f6 білий ферзь · h6 білий слон · a5 чорний кінь · c5 чорний пішак · e5 чорний слон · f5 чорний слон · d4 чорний король · f4 білий кінь · g4 біла тура · c3 чорний пішак · f3 білий пішак · h2 чорний кінь · e1 білий кінь | h8 білий король · g7 біла тура · a6 білий слон · f6 білий ферзь · h6 білий слон · a5 чорний кінь · c5 чорний пішак · e5 чорний слон · f5 чорний слон · d4 чорний король · f4 білий кінь · g4 біла тура · c3 чорний пішак · f3 білий пішак · h2 чорний кінь · e1 білий кінь | h8 білий король · g7 біла тура · a6 білий слон · f6 білий ферзь · h6 білий слон · a5 чорний кінь · c5 чорний пішак · e5 чорний слон · f5 чорний слон · d4 чорний король · f4 білий кінь · g4 біла тура · c3 чорний пішак · f3 білий пішак · h2 чорний кінь · e1 білий кінь | h8 білий король · g7 біла тура · a6 білий слон · f6 білий ферзь · h6 білий слон · a5 чорний кінь · c5 чорний пішак · e5 чорний слон · f5 чорний слон · d4 чорний король · f4 білий кінь · g4 біла тура · c3 чорний пішак · f3 білий пішак · h2 чорний кінь · e1 білий кінь | h8 білий король · g7 біла тура · a6 білий слон · f6 білий ферзь · h6 білий слон · a5 чорний кінь · c5 чорний пішак · e5 чорний слон · f5 чорний слон · d4 чорний король · f4 білий кінь · g4 біла тура · c3 чорний пішак · f3 білий пішак · h2 чорний кінь · e1 білий кінь | h8 білий король · g7 біла тура · a6 білий слон · f6 білий ферзь · h6 білий слон · a5 чорний кінь · c5 чорний пішак · e5 чорний слон · f5 чорний слон · d4 чорний король · f4 білий кінь · g4 біла тура · c3 чорний пішак · f3 білий пішак · h2 чорний кінь · e1 білий кінь | h8 білий король · g7 біла тура · a6 білий слон · f6 білий ферзь · h6 білий слон · a5 чорний кінь · c5 чорний пішак · e5 чорний слон · f5 чорний слон · d4 чорний король · f4 білий кінь · g4 біла тура · c3 чорний пішак · f3 білий пішак · h2 чорний кінь · e1 білий кінь | 6 |
| 5 | h8 білий король · g7 біла тура · a6 білий слон · f6 білий ферзь · h6 білий слон · a5 чорний кінь · c5 чорний пішак · e5 чорний слон · f5 чорний слон · d4 чорний король · f4 білий кінь · g4 біла тура · c3 чорний пішак · f3 білий пішак · h2 чорний кінь · e1 білий кінь | h8 білий король · g7 біла тура · a6 білий слон · f6 білий ферзь · h6 білий слон · a5 чорний кінь · c5 чорний пішак · e5 чорний слон · f5 чорний слон · d4 чорний король · f4 білий кінь · g4 біла тура · c3 чорний пішак · f3 білий пішак · h2 чорний кінь · e1 білий кінь | h8 білий король · g7 біла тура · a6 білий слон · f6 білий ферзь · h6 білий слон · a5 чорний кінь · c5 чорний пішак · e5 чорний слон · f5 чорний слон · d4 чорний король · f4 білий кінь · g4 біла тура · c3 чорний пішак · f3 білий пішак · h2 чорний кінь · e1 білий кінь | h8 білий король · g7 біла тура · a6 білий слон · f6 білий ферзь · h6 білий слон · a5 чорний кінь · c5 чорний пішак · e5 чорний слон · f5 чорний слон · d4 чорний король · f4 білий кінь · g4 біла тура · c3 чорний пішак · f3 білий пішак · h2 чорний кінь · e1 білий кінь | h8 білий король · g7 біла тура · a6 білий слон · f6 білий ферзь · h6 білий слон · a5 чорний кінь · c5 чорний пішак · e5 чорний слон · f5 чорний слон · d4 чорний король · f4 білий кінь · g4 біла тура · c3 чорний пішак · f3 білий пішак · h2 чорний кінь · e1 білий кінь | h8 білий король · g7 біла тура · a6 білий слон · f6 білий ферзь · h6 білий слон · a5 чорний кінь · c5 чорний пішак · e5 чорний слон · f5 чорний слон · d4 чорний король · f4 білий кінь · g4 біла тура · c3 чорний пішак · f3 білий пішак · h2 чорний кінь · e1 білий кінь | h8 білий король · g7 біла тура · a6 білий слон · f6 білий ферзь · h6 білий слон · a5 чорний кінь · c5 чорний пішак · e5 чорний слон · f5 чорний слон · d4 чорний король · f4 білий кінь · g4 біла тура · c3 чорний пішак · f3 білий пішак · h2 чорний кінь · e1 білий кінь | h8 білий король · g7 біла тура · a6 білий слон · f6 білий ферзь · h6 білий слон · a5 чорний кінь · c5 чорний пішак · e5 чорний слон · f5 чорний слон · d4 чорний король · f4 білий кінь · g4 біла тура · c3 чорний пішак · f3 білий пішак · h2 чорний кінь · e1 білий кінь | 5 |
| 4 | h8 білий король · g7 біла тура · a6 білий слон · f6 білий ферзь · h6 білий слон · a5 чорний кінь · c5 чорний пішак · e5 чорний слон · f5 чорний слон · d4 чорний король · f4 білий кінь · g4 біла тура · c3 чорний пішак · f3 білий пішак · h2 чорний кінь · e1 білий кінь | h8 білий король · g7 біла тура · a6 білий слон · f6 білий ферзь · h6 білий слон · a5 чорний кінь · c5 чорний пішак · e5 чорний слон · f5 чорний слон · d4 чорний король · f4 білий кінь · g4 біла тура · c3 чорний пішак · f3 білий пішак · h2 чорний кінь · e1 білий кінь | h8 білий король · g7 біла тура · a6 білий слон · f6 білий ферзь · h6 білий слон · a5 чорний кінь · c5 чорний пішак · e5 чорний слон · f5 чорний слон · d4 чорний король · f4 білий кінь · g4 біла тура · c3 чорний пішак · f3 білий пішак · h2 чорний кінь · e1 білий кінь | h8 білий король · g7 біла тура · a6 білий слон · f6 білий ферзь · h6 білий слон · a5 чорний кінь · c5 чорний пішак · e5 чорний слон · f5 чорний слон · d4 чорний король · f4 білий кінь · g4 біла тура · c3 чорний пішак · f3 білий пішак · h2 чорний кінь · e1 білий кінь | h8 білий король · g7 біла тура · a6 білий слон · f6 білий ферзь · h6 білий слон · a5 чорний кінь · c5 чорний пішак · e5 чорний слон · f5 чорний слон · d4 чорний король · f4 білий кінь · g4 біла тура · c3 чорний пішак · f3 білий пішак · h2 чорний кінь · e1 білий кінь | h8 білий король · g7 біла тура · a6 білий слон · f6 білий ферзь · h6 білий слон · a5 чорний кінь · c5 чорний пішак · e5 чорний слон · f5 чорний слон · d4 чорний король · f4 білий кінь · g4 біла тура · c3 чорний пішак · f3 білий пішак · h2 чорний кінь · e1 білий кінь | h8 білий король · g7 біла тура · a6 білий слон · f6 білий ферзь · h6 білий слон · a5 чорний кінь · c5 чорний пішак · e5 чорний слон · f5 чорний слон · d4 чорний король · f4 білий кінь · g4 біла тура · c3 чорний пішак · f3 білий пішак · h2 чорний кінь · e1 білий кінь | h8 білий король · g7 біла тура · a6 білий слон · f6 білий ферзь · h6 білий слон · a5 чорний кінь · c5 чорний пішак · e5 чорний слон · f5 чорний слон · d4 чорний король · f4 білий кінь · g4 біла тура · c3 чорний пішак · f3 білий пішак · h2 чорний кінь · e1 білий кінь | 4 |
| 3 | h8 білий король · g7 біла тура · a6 білий слон · f6 білий ферзь · h6 білий слон · a5 чорний кінь · c5 чорний пішак · e5 чорний слон · f5 чорний слон · d4 чорний король · f4 білий кінь · g4 біла тура · c3 чорний пішак · f3 білий пішак · h2 чорний кінь · e1 білий кінь | h8 білий король · g7 біла тура · a6 білий слон · f6 білий ферзь · h6 білий слон · a5 чорний кінь · c5 чорний пішак · e5 чорний слон · f5 чорний слон · d4 чорний король · f4 білий кінь · g4 біла тура · c3 чорний пішак · f3 білий пішак · h2 чорний кінь · e1 білий кінь | h8 білий король · g7 біла тура · a6 білий слон · f6 білий ферзь · h6 білий слон · a5 чорний кінь · c5 чорний пішак · e5 чорний слон · f5 чорний слон · d4 чорний король · f4 білий кінь · g4 біла тура · c3 чорний пішак · f3 білий пішак · h2 чорний кінь · e1 білий кінь | h8 білий король · g7 біла тура · a6 білий слон · f6 білий ферзь · h6 білий слон · a5 чорний кінь · c5 чорний пішак · e5 чорний слон · f5 чорний слон · d4 чорний король · f4 білий кінь · g4 біла тура · c3 чорний пішак · f3 білий пішак · h2 чорний кінь · e1 білий кінь | h8 білий король · g7 біла тура · a6 білий слон · f6 білий ферзь · h6 білий слон · a5 чорний кінь · c5 чорний пішак · e5 чорний слон · f5 чорний слон · d4 чорний король · f4 білий кінь · g4 біла тура · c3 чорний пішак · f3 білий пішак · h2 чорний кінь · e1 білий кінь | h8 білий король · g7 біла тура · a6 білий слон · f6 білий ферзь · h6 білий слон · a5 чорний кінь · c5 чорний пішак · e5 чорний слон · f5 чорний слон · d4 чорний король · f4 білий кінь · g4 біла тура · c3 чорний пішак · f3 білий пішак · h2 чорний кінь · e1 білий кінь | h8 білий король · g7 біла тура · a6 білий слон · f6 білий ферзь · h6 білий слон · a5 чорний кінь · c5 чорний пішак · e5 чорний слон · f5 чорний слон · d4 чорний король · f4 білий кінь · g4 біла тура · c3 чорний пішак · f3 білий пішак · h2 чорний кінь · e1 білий кінь | h8 білий король · g7 біла тура · a6 білий слон · f6 білий ферзь · h6 білий слон · a5 чорний кінь · c5 чорний пішак · e5 чорний слон · f5 чорний слон · d4 чорний король · f4 білий кінь · g4 біла тура · c3 чорний пішак · f3 білий пішак · h2 чорний кінь · e1 білий кінь | 3 |
| 2 | h8 білий король · g7 біла тура · a6 білий слон · f6 білий ферзь · h6 білий слон · a5 чорний кінь · c5 чорний пішак · e5 чорний слон · f5 чорний слон · d4 чорний король · f4 білий кінь · g4 біла тура · c3 чорний пішак · f3 білий пішак · h2 чорний кінь · e1 білий кінь | h8 білий король · g7 біла тура · a6 білий слон · f6 білий ферзь · h6 білий слон · a5 чорний кінь · c5 чорний пішак · e5 чорний слон · f5 чорний слон · d4 чорний король · f4 білий кінь · g4 біла тура · c3 чорний пішак · f3 білий пішак · h2 чорний кінь · e1 білий кінь | h8 білий король · g7 біла тура · a6 білий слон · f6 білий ферзь · h6 білий слон · a5 чорний кінь · c5 чорний пішак · e5 чорний слон · f5 чорний слон · d4 чорний король · f4 білий кінь · g4 біла тура · c3 чорний пішак · f3 білий пішак · h2 чорний кінь · e1 білий кінь | h8 білий король · g7 біла тура · a6 білий слон · f6 білий ферзь · h6 білий слон · a5 чорний кінь · c5 чорний пішак · e5 чорний слон · f5 чорний слон · d4 чорний король · f4 білий кінь · g4 біла тура · c3 чорний пішак · f3 білий пішак · h2 чорний кінь · e1 білий кінь | h8 білий король · g7 біла тура · a6 білий слон · f6 білий ферзь · h6 білий слон · a5 чорний кінь · c5 чорний пішак · e5 чорний слон · f5 чорний слон · d4 чорний король · f4 білий кінь · g4 біла тура · c3 чорний пішак · f3 білий пішак · h2 чорний кінь · e1 білий кінь | h8 білий король · g7 біла тура · a6 білий слон · f6 білий ферзь · h6 білий слон · a5 чорний кінь · c5 чорний пішак · e5 чорний слон · f5 чорний слон · d4 чорний король · f4 білий кінь · g4 біла тура · c3 чорний пішак · f3 білий пішак · h2 чорний кінь · e1 білий кінь | h8 білий король · g7 біла тура · a6 білий слон · f6 білий ферзь · h6 білий слон · a5 чорний кінь · c5 чорний пішак · e5 чорний слон · f5 чорний слон · d4 чорний король · f4 білий кінь · g4 біла тура · c3 чорний пішак · f3 білий пішак · h2 чорний кінь · e1 білий кінь | h8 білий король · g7 біла тура · a6 білий слон · f6 білий ферзь · h6 білий слон · a5 чорний кінь · c5 чорний пішак · e5 чорний слон · f5 чорний слон · d4 чорний король · f4 білий кінь · g4 біла тура · c3 чорний пішак · f3 білий пішак · h2 чорний кінь · e1 білий кінь | 2 |
| 1 | h8 білий король · g7 біла тура · a6 білий слон · f6 білий ферзь · h6 білий слон · a5 чорний кінь · c5 чорний пішак · e5 чорний слон · f5 чорний слон · d4 чорний король · f4 білий кінь · g4 біла тура · c3 чорний пішак · f3 білий пішак · h2 чорний кінь · e1 білий кінь | h8 білий король · g7 біла тура · a6 білий слон · f6 білий ферзь · h6 білий слон · a5 чорний кінь · c5 чорний пішак · e5 чорний слон · f5 чорний слон · d4 чорний король · f4 білий кінь · g4 біла тура · c3 чорний пішак · f3 білий пішак · h2 чорний кінь · e1 білий кінь | h8 білий король · g7 біла тура · a6 білий слон · f6 білий ферзь · h6 білий слон · a5 чорний кінь · c5 чорний пішак · e5 чорний слон · f5 чорний слон · d4 чорний король · f4 білий кінь · g4 біла тура · c3 чорний пішак · f3 білий пішак · h2 чорний кінь · e1 білий кінь | h8 білий король · g7 біла тура · a6 білий слон · f6 білий ферзь · h6 білий слон · a5 чорний кінь · c5 чорний пішак · e5 чорний слон · f5 чорний слон · d4 чорний король · f4 білий кінь · g4 біла тура · c3 чорний пішак · f3 білий пішак · h2 чорний кінь · e1 білий кінь | h8 білий король · g7 біла тура · a6 білий слон · f6 білий ферзь · h6 білий слон · a5 чорний кінь · c5 чорний пішак · e5 чорний слон · f5 чорний слон · d4 чорний король · f4 білий кінь · g4 біла тура · c3 чорний пішак · f3 білий пішак · h2 чорний кінь · e1 білий кінь | h8 білий король · g7 біла тура · a6 білий слон · f6 білий ферзь · h6 білий слон · a5 чорний кінь · c5 чорний пішак · e5 чорний слон · f5 чорний слон · d4 чорний король · f4 білий кінь · g4 біла тура · c3 чорний пішак · f3 білий пішак · h2 чорний кінь · e1 білий кінь | h8 білий король · g7 біла тура · a6 білий слон · f6 білий ферзь · h6 білий слон · a5 чорний кінь · c5 чорний пішак · e5 чорний слон · f5 чорний слон · d4 чорний король · f4 білий кінь · g4 біла тура · c3 чорний пішак · f3 білий пішак · h2 чорний кінь · e1 білий кінь | h8 білий король · g7 біла тура · a6 білий слон · f6 білий ферзь · h6 білий слон · a5 чорний кінь · c5 чорний пішак · e5 чорний слон · f5 чорний слон · d4 чорний король · f4 білий кінь · g4 біла тура · c3 чорний пішак · f3 білий пішак · h2 чорний кінь · e1 білий кінь | 1 |
|   | a | b | c | d | e | f | g | h |   |

FEN: 7K/6R1/B4Q1B/n1p1bb2/3k1NR1/2p2P2/7n/4N3
1. Qe6! ~ 2. Se2#
1. ... Bxf4 2. Rd7#
- — - — - — -
1. ... Ke3 2. Sh3#
1. ... Bxe6 2. Sc2#
1. ... c4   2. Qb6#
1. ... Bxg7+ 2. Bxg7#
Після вступного ходу білого ферзя розв'язується чорний слон «е5» і зв'язується біла тура «g7» і виникає загроза мату чорному королю. Чорні, захищаючись від загрози, розв'язують білу туру і при цьому зв'язується чорний слон, що й використовується білими.